# Indigofera spinosa
Indigofera spinosa là một loài thực vật có hoa trong họ Đậu. Loài này được Forssk. miêu tả khoa học đầu tiên.